# Bonifica del sedimento
La presenza di carichi inquinanti nei corsi d'acqua e la concentrazione di attività industriali e produttive presso grandi aree portuali può determinare, ed ha determinato soprattutto in passato, la contaminazione di sedimenti fluviali, lacuali e di aree portuali e marine. Tali sedimenti possono presentare contaminazione da metalli (Alluminio, Arsenico, Cadmio, Cromo, Mercurio, Nichel, Piombo, Rame, Zinco, Vanadio), composti organici (Idrocarburi, Idrocarburi policiclici aromatici, Solventi aromatici, Policlorobifenili) microrganismi (Streptococchi fecali, Salmonella, Enterovirus, Miceti) ed altre sostanze.
Il periodico dragaggio delle darsene dei porti e dei canali costieri, per il mantenimento delle profondità dei fondali idonee alla navigazione, necessita di una preventiva caratterizzazione chimico-fisica, microbiologica ed ecotossicologica dei sedimenti di escavo al fine di determinarne i livelli di contaminazione ed il tipo di gestione conseguentemente più idonea, come, ad esempio, il confinamento, anche previo trattamento, all'interno di casse di colmata, che vanno a costituire nuove strutture funzionali del porto.
Per la bonifica dei sedimenti, la normativa italiana (D.lgs n. 152/2006) non ha fissato valori concentrazioni soglia di contaminazione come per la bonifica dei suoli (Allegato 5, Parte IV del D.Lgs 152/06). I valori di intervento della concentrazione di contaminanti al superamento dei quali, anche per un solo parametro, è necessario procedere alla bonifica dei sedimenti in un determinato sito vengono indicati dall'Istituto superiore per la protezione e la ricerca ambientale, sulla base di criteri chimico-ecotossicologici ed in funzione delle caratteristiche geochimiche locali.